# Shirley Douglas
Shirley Jean Douglas, OC (Weyburn, 2 de abril de 1934 – 5 de abril de 2020) foi uma atriz canadense. 

## Biografia
Shirley Douglas nasceu em Weyburn, Saskatchewan, filha de Irma May (Dempsey) e Tommy Douglas (1904-1986), estadista e ex-Premier canadense de Saskatchewan. Ela cursou o ensino médio no Central Collegiate Institute (agora fechado) em Regina. É mãe de três filhos: Thomas, de seu primeiro casamento, e dos gêmeos Rachel e Kiefer Sutherland, estes de seu segundo casamento (1966-1970) com o ator Donald Sutherland.
A carreira de Douglas começou em 1950 com um papel no Regina Little Theatre apresentado no Dominion Drama Festival, onde ganhou o prêmio de melhor atriz. Em 1952, Shirley formou-se na Royal Academy of Dramatic Art, em Londres, e permaneceu na Inglaterra durante vários anos, representando para o teatro e a televisão, antes de voltar ao Canadá em 1957. 
Em 1967, Douglas mudou-se para Los Angeles, Califórnia depois de se casar com o ator Donald Sutherland. A atriz se envolveu com o Movimento dos Direitos Civis nos Estados Unidos, a campanha contra a Guerra do Vietnã e, mais tarde, em defesa dos imigrantes e das mulheres. Ela ajudou a criar o grupo de angariação de fundos "Amigos dos Panteras Negras". Em 1969, Douglas foi presa em Los Angeles por conspiração e pela posse de explosivos não registrados, depois que ela teria tentado comprar granadas de mão para os Panteras Negras. Ela alegou que o FBI estava tentando armar contra ela e passou cinco dias na cadeia. Posteriormente, o governo americano lhe negou uma permissão de trabalho baseado neste incidente. Douglas, já divorciada de Sutherland, foi forçada a deixar os Estados Unidos em 1977. Ela e seus três filhos se mudaram para Toronto.
A atriz continuou a atuar e sua carreira englobava vários papéis memoráveis em teatros no Canadá, Reino Unido e nos Estados Unidos. Ela retratou a proeminente feminista Nellie McClung, a matriarca da família e mulher de negócios May Bailey na série de televisão Wind at My Back, Hagar Shipley em The Stone Angel de Margaret Laurence, e até mesmo personagens de populares séries de ficção científica como o Surfista Prateado e Flash Gordon.
Douglas apareceu no palco em 1997 com seu filho Kiefer Sutherland no Royal Alexandra Theatre e no National Arts Centre, em The Glass Menagerie. Em 2000, ela se apresentou no palco em Os Monólogos da Vagina. Em 2006, retratou a ex-Secretária de Estado americana Madeleine Albright na minissérie da ABC, The Path to 9/11.
Em 2003, foi nomeada para a Ordem do Canadá por suas contribuições nas artes cênicas.
Como a filha de Tommy Douglas, que trouxe o Medicare (sistema canadense de seguro universal de saúde com financiamento público) para o Canadá, ela também foi uma das ativistas mais importantes do Canadá, em favor do sistema com financiamento público de saúde sobre o cuidado da privatização. Nas eleições federais no Canadá de 2006, Douglas fez campanha em nome do governo federal do Novo Partido Democrático.
Morreu no dia 5 de abril de 2020, aos 86 anos, em decorrência de uma pneumonia.

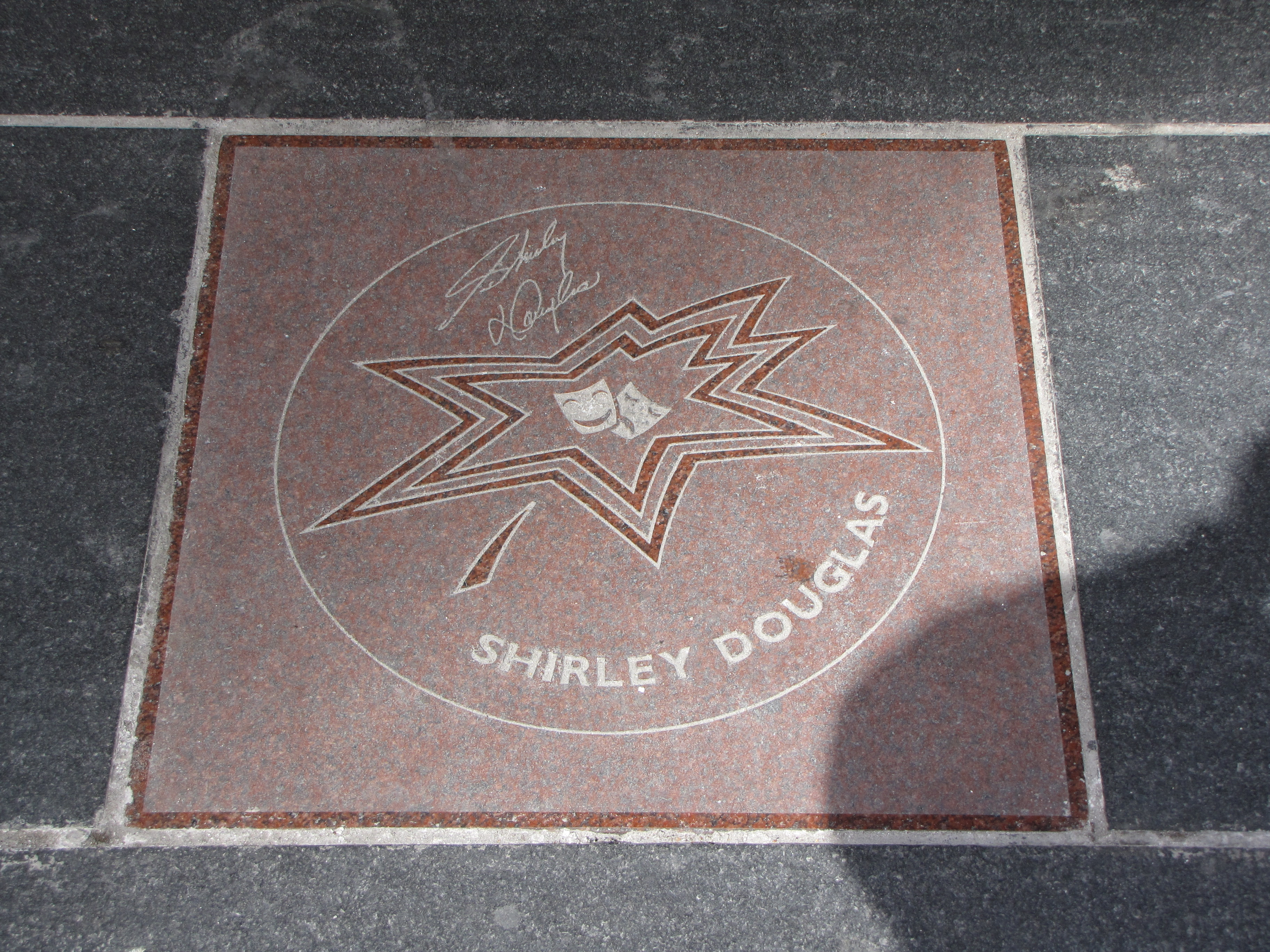
Estrela de Shirley Douglas na Calçada da Fama do Canadá.

## Prêmios
- (2000) Gemini Award por sua atuação em Shadow Lake (1999).
- (2000)vDoutor Honoris Causa da Universidade Ryerson.
- (2000) "Diamond Award" por seu trabalho voluntário através da Variety Club, uma instituição de caridade internacional para crianças necessitadas.
- (2003) Ordem do Canadá.
- (2004) Premiada com um espaço na parede da fama na National Arts Centre, em Ottawa.
- (2004) Recebeu o "Distinguished Canadian Award" por instrução do Seniors 'Centre da Universidade de Regina, um prêmio apresentado pela primeira vez com seu pai há quase 20 anos.
- (2004), Recebeu uma estrela na Calçada da Fama do Canadá, em Toronto. [3]
- (2006) Em novembro, Shirley deu uma palestra honorária na Universidade de Trent.
- (2009) Shirley Douglas foi premiada no International Achievement Award no 2009 Crystal Awards apresentado em Toronto por Women in Film & Television, em 30 de novembro.

## Filmografia
- Corner Gas (2008) - Shirley Douglas ('The Final Countdown')
- The Path to 9/11 (2006) - Madeleine Albright
- Corner Gas (2005) - Peg ('Trees a Crowd')
- Robson Arms (2005) - Pauline Dubois
- The Christmas Shoes (2002) - Ellen Layton
- Made in Canada (2001)  - Cybill Thornbush ('Beaver Creek Commercials')
- The Law of Enclosures (2000) - Myra
- A House Divided (2000) - Elizabeth Dickson
- Woman Wanted (2000) - Peg
- Shadow Lake (1999) - ?
- Barney's Great Adventure (1998) - Grandma Greenfield
- The Silver Surfer (1998) - Infectia
- Franklin (1997) - Narrador
- Wind at My Back (1996) - May Bailey
- Flash Gordon (1996) - ?(voice)
- Johnny's Girl (1995) - Mrs. Hardwick
- Redwood Curtain (1995) - Schyler Noyes
- Mesmer (1994) - Duchess DuBarry
- Shattered Trust: The Shari Karney Story (1993) - Vivian Karney
- The Hat Squad (1992) - Kitty (#1) (pilot)
- Road to Avonlea (1992) - Miss Cavendish ('High Society')
- The Shower (1992) - Marie
- Passage of the Heart (1992) - Katherine Ward
- Street Legal (1990–91) - Mayor Riley
- Alfred Hitchcock Presents (1989) - Monica Logan ('Driving Under the Influence')
- Dead Ringers (1988) - Laura
- Shadow Dancing (1988) - Nicole
- Really Weird Tales (1987) - Edna Besley ('Cursed with Charisma')
- Screwball Academy (1986) - Dadapopoplous' wife
- Turning to Stone (1985) - Lena
- The Wars (1983) - Mrs. Lawson
- Nellie McClung (1978) - Nellie McClung
- Lolita (1962) - Mrs. Starch